# Nikita Zotyev
Nikita Aleksandrovich Zotyev (tiếng Nga: Никита Александрович Зотьев; sinh ngày 9 tháng 7 năm 1994) là một cầu thủ bóng đá người Nga. Anh thi đấu cho F.K. Rotor-2 Volgograd.

## Sự nghiệp câu lạc bộ
Anh có màn ra mắt tại Russian Second Division cho FC Energiya Volzhsky vào ngày 16 tháng 7 năm 2012 trong trận đấu với F.K. Volgar-Astrakhan Astrakhan.